# Козговка
Козговка, Кузговка — река в России, протекает в Верещагинском районе Пермского края. Устье реки находится в 18 км по левому берегу реки Лысьва. Длина реки составляет 11 км.
Исток реки находится юго-восточнее деревни Еловики в 18 км к северо-западу от центра города Верещагино. Река течёт на юг и юго-запад, протекает сёла Ленино и Сарапулка. Впадает в Лысьву у села Вознесенское.

## Данные водного реестра
По данным государственного водного реестра России относится к Камскому бассейновому округу, водохозяйственный участок реки — Кама от города Березники до Камского гидроузла, без реки Косьва (от истока до Широковского гидроузла), Чусовая и Сылва, речной подбассейн реки — бассейны притоков Камы до впадения Белой. Речной бассейн реки — Кама.
По данным геоинформационной системы водохозяйственного районирования территории РФ, подготовленной Федеральным агентством водных ресурсов:
- Код водного объекта в государственном водном реестре — 10010100912111100009561
- Код по гидрологической изученности (ГИ) — 111100956
- Код бассейна — 10.01.01.009
- Номер тома по ГИ — 11
- Выпуск по ГИ — 1